# Daidō
Daidō (大同?) fue el nombre de una era japonesa (年号 nengō?) posterior a la Enryaku y anterior a la Kōnin. Abarcó del año 806 al 809. Los emperadores reinantes fue Heizei-tennō (平城天皇?) y Saga-tennō (嵯峨天皇?).

## Cambio de era
- Daidō gannen (大同元年?); 806: La nueva era comenzó en Enryaku 25, el 18.º día del quinto mes del año 806.[2]

## Eventos de la eraDaidō
- Daidō 1, 17.º día del tercer mes (大同元年; 806): En el 25.º año del reinado del Emperador Kanmu, éste falleció y aunque hubo una disputa por quien debía de ser el heredero, académicos contemporáneos indicaron que el designado debería de ser su hijo. Se dice que el Emperador Heizei ascendió al poco tiempo al trono.
- Daidō 4, primer día del cuarto mes (809): En el cuarto año del reinado del Emperador Heizei, éste se sintió enfermo y decidió abdicar, por lo que su segundo hijo recibió la sucesión debido a que su primogénito se había convertido en monje budista. al poco tiempo el Emperador Saga recibió la sucesión.[3]